# Tercera mano

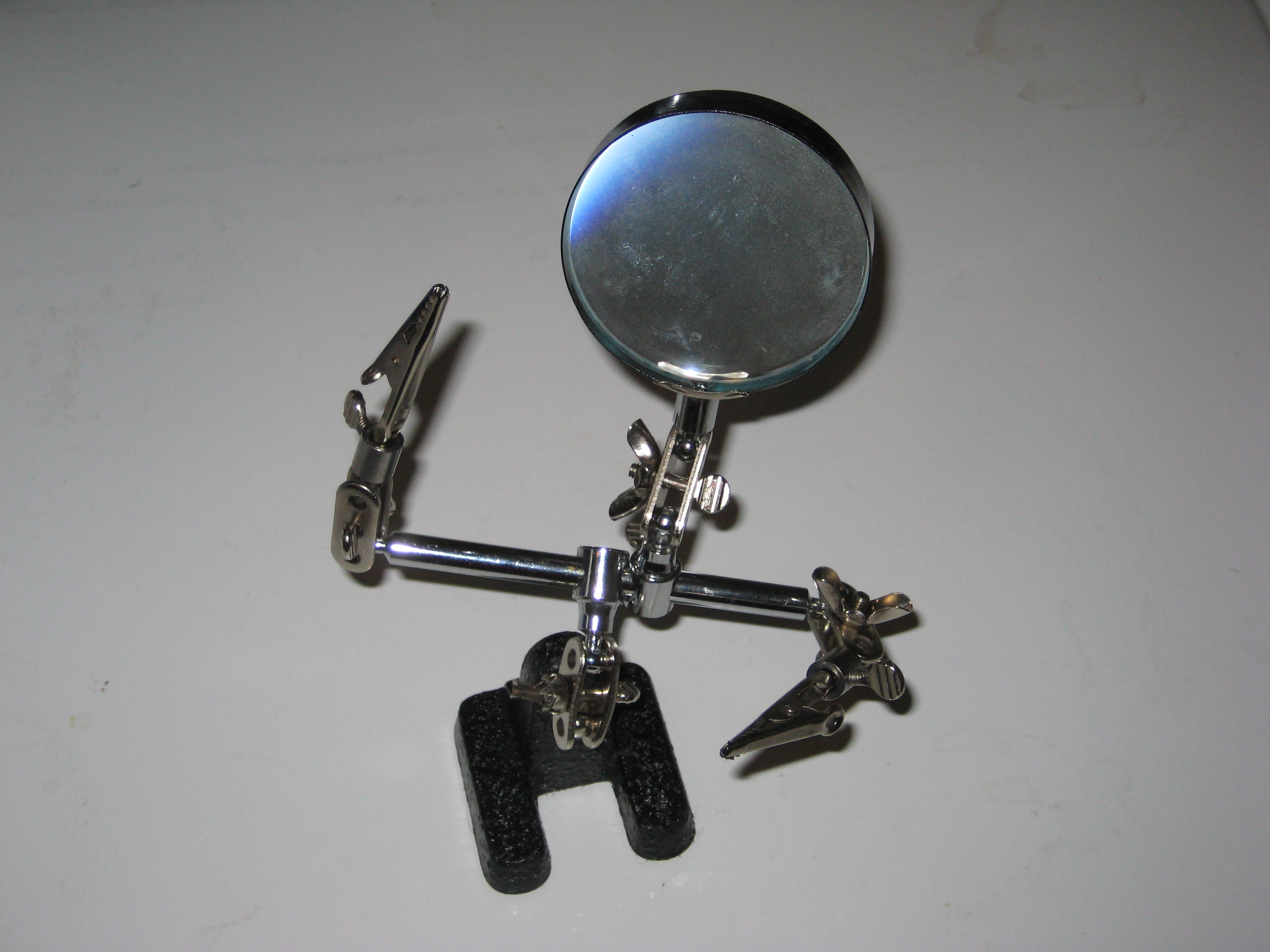
Tercera mano con lupa

Una tercera mano, mano amiga, lupa con pinzas, manos ayudantes o también ayuda para soldar, es un apoyo ergonómico que se usa para soldar, ensamblar, pegar o para fijar una pieza de trabajo sin interferencias de movimiento, para que luego el usuario pueda trabajar en dicha pieza con ambas manos. Se usa por ejemplo, en ingeniería de precisión, fotografía, carpintería, soldadura, modelismo o soldadura blanda en electrónica.

## Descripción
Un modelo habitual de tercera mano, consiste en un trípode con dos o más pinzas de cocodrilo o soportes con resorte de sujeción que anclan un objeto; por ejemplo la placa de circuito impreso durante un trabajo de soldadura, y para poder trabajar con mayor precisión, también incorpora una lupa pivotante o incluso también un soporte para el soldador eléctrico. Se trabaja habitualmente con una lámpara de mesa adicional y también existen algunos modelos de tercera mano, con luz ya incorporada.

## Instrumentos semejantes
Existen diversos tipos de herramientas manuales e instrumentos similares para asistencia o de sujeción transitorio para trabajos, manualidades e incluso para otras herramientas, tales como:

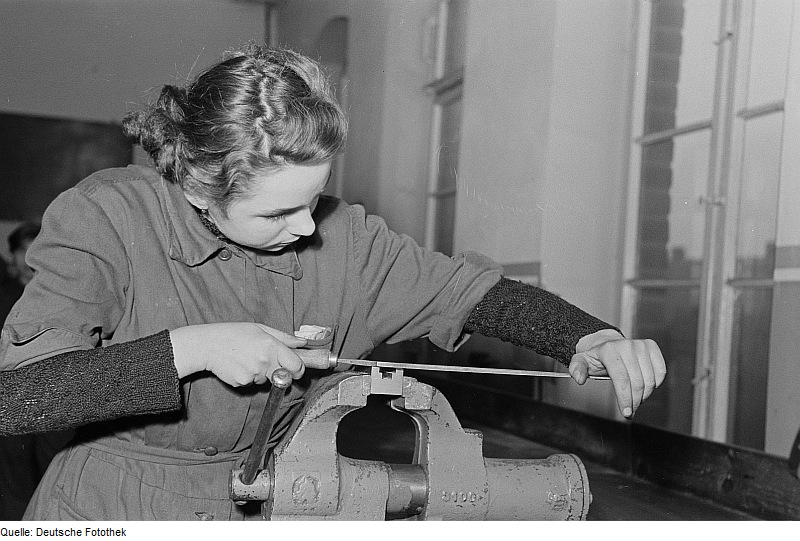
El principio de uso de una tercera mano necesita de la fijación de una pieza de trabajo, para que así el usuario pueda usar su cuerpo con total libertad de movimiento. Un ejemplo similar, es un tornillo de banco.

- Sargento
- Soporte universal
- Prensa de banda
- Sujeción de carga
- Brida
- Goma elástica
- Pinza Kocher
- Pinza de la ropa
- Torniquete
- Imán de neodimio
- Tornillo de banco
- Abrazadera de tubo
- Pinzas de laboratorio
- Alicates de bloqueo